# تصفيات كأس العالم 2022 (أمريكا الجنوبية)
أهَّلت تصفيات كأس العالم لكرة القدم 2022 لقارة أمريكا الجنوبية أربعة منتخبات إلى نهائيات كأس العالم 2022 ومنتخبًا خامسًا إلى الملحق القاري. شارك في التصفيات 10 منتخبات للاتحادت الأعضاء في اتحاد أمريكا الجنوبية لكرة القدم (كونميبول).

## الشكل
تعتبر هيكلية التصفيات مثل النسخ الخمس الماضية. حيث ستلعب المنتخبات العشرة سوياً في مواجهات ذهاب وإياب. وتتأهل المنتخبات الأربعة الأولى إلى كأس العالم فيما يخوض الفريق الخامس مواجهتين في الملحق القاري.

## جدول الترتيب
| م  | الفريق     | لعب | ف  | ت | خ  | أ.له | أ.ع | أ.ف | نقاط | التأهل                                             |     | البرازيل | الأرجنتين | الأوروغواي | الإكوادور | بيرو | كولومبيا | تشيلي | باراغواي | بوليفيا | فنزويلا |
| -- | ---------- | --- | -- | - | -- | ---- | --- | --- | ---- | -------------------------------------------------- | --- | -------- | --------- | ---------- | --------- | ---- | -------- | ----- | -------- | ------- | ------- |
| 1  | البرازيل   | 17  | 14 | 3 | 0  | 40   | 5   | +35 | 45   | التأهل إلى كأس العالم 2022                         |     | —        | أُلغيت     | 4–1        | 2–0       | 2–0  | 1–0      | 4–0   | 4–0      | 5–0     | 1–0     |
| 2  | الأرجنتين  | 17  | 11 | 6 | 0  | 27   | 8   | +19 | 39   | التأهل إلى كأس العالم 2022                         |     | 0–0      | —         | 3–0        | 1–0       | 1–0  | 1–0      | 1–1   | 1–1      | 3–0     | 3–0     |
| 3  | الأوروغواي | 18  | 8  | 4 | 6  | 22   | 22  | 0   | 28   | التأهل إلى كأس العالم 2022                         |     | 0–2      | 0–1       | —          | 1–0       | 1–0  | 0–0      | 2–1   | 0–0      | 4–2     | 4–1     |
| 4  | الإكوادور  | 18  | 7  | 5 | 6  | 27   | 19  | +8  | 26   | التأهل إلى كأس العالم 2022                         |     | 1–1      | 1–1       | 4–2        | —         | 1–2  | 6–1      | 0–0   | 2–0      | 3–0     | 1–0     |
| 5  | بيرو       | 18  | 7  | 3 | 8  | 19   | 22  | −3  | 24   | التقدم إلى المباريات الفاصلة بين الاتحادات القارية |     | 2–4      | 0–2       | 1–1        | 1–1       | —    | 0–3      | 2–0   | 2–0      | 3–0     | 1–0     |
| 6  | كولومبيا   | 18  | 5  | 8 | 5  | 20   | 19  | +1  | 23   |                                                    |     | 0–0      | 2–2       | 0–3        | 0–0       | 0–1  | —        | 3–1   | 0–0      | 3–0     | 3–0     |
| 7  | تشيلي      | 18  | 5  | 4 | 9  | 19   | 26  | −7  | 19   |                                                    | 0–1 | 1–2      | 0–2       | 0–2        | 2–0       | 2–2  | —        | 2–0   | 1–1      | 3–0     |         |
| 8  | باراغواي   | 18  | 3  | 7 | 8  | 12   | 26  | −14 | 16   |                                                    | 0–2 | 0–0      | 0–1       | 3–1        | 2–2       | 1–1  | 0–1      | —     | 2–2      | 2–1     |         |
| 9  | بوليفيا    | 18  | 4  | 3 | 11 | 23   | 42  | −19 | 15   |                                                    | 0–4 | 1–2      | 3–0       | 2–3        | 1–0       | 1–1  | 2–3      | 4–0   | —        | 3–1     |         |
| 10 | فنزويلا    | 18  | 3  | 1 | 14 | 14   | 34  | −20 | 10   |                                                    | 1–3 | 1–3      | 0–0       | 2–1        | 1–2       | 0–1  | 2–1      | 0–1   | 4–1      | —       |         |

## المباريات

### الجولة 1
| باراغواي             | 2–2   | بيرو             |
| -------------------- | ----- | ---------------- |
| - أ. روميرو 66'، 81' | تقرير | - كاريو 52'، 85' |

| الأوروغواي                         | 2–1   | تشيلي        |
| ---------------------------------- | ----- | ------------ |
| - سواريز 39' (ركلة.) - غوميز 3+90' | تقرير | - سانشيز 54' |

| الأرجنتين          | 1–0   | الإكوادور |
| ------------------ | ----- | --------- |
| - ميسي 13' (ركلة.) | تقرير |           |

| كولومبيا                         | 3–0   | فنزويلا |
| -------------------------------- | ----- | ------- |
| - زاباتا 16' - مورييل 26'، 3+45' | تقرير |         |

| البرازيل                                                              | 5–0   | بوليفيا |
| --------------------------------------------------------------------- | ----- | ------- |
| - ماركينيوس 16' - فيرمينو 30'، 49' - كاراسكو 66' (ه.ذ.) - كوتينيو 73' | تقرير |         |

### الجولة 2
| بوليفيا      | 1–2   | الأرجنتين                  |
| ------------ | ----- | -------------------------- |
| - مورينو 24' | تقرير | - مارتينيز 45' - كوريا 79' |

| الإكوادور                                      | 4–2   | الأوروغواي                          |
| ---------------------------------------------- | ----- | ----------------------------------- |
| - كايسيدو 14' - إسترادا 3+45'، 52' - بلاتا 75' | تقرير | - سواريز 83' (ركلة.)، 5+90' (ركلة.) |

| فنزويلا | 0–1   | باراغواي      |
| ------- | ----- | ------------- |
|         | تقرير | - خيمينيز 85' |

| بيرو                   | 2–4   | البرازيل                                                  |
| ---------------------- | ----- | --------------------------------------------------------- |
| - كاريو 5' - تابيا 59' | تقرير | - نيمار 28' (ركلة.)، 83' (ركلة.)، 4+90' - ريتشارليسون 64' |

| تشيلي                            | 2–2   | كولومبيا                 |
| -------------------------------- | ----- | ------------------------ |
| - فيدال 37' (ركلة.) - سانشيز 41' | تقرير | - ليرما 6' - فالكو 1+90' |

### الجولة 3
| بوليفيا                 | 2–3                           | الإكوادور                                        |
| ----------------------- | ----------------------------- | ------------------------------------------------ |
| - أركي 37' - مورينو 60' | تقرير (فيفا) تقرير (كونميبول) | - ب. كايسيدو 46' - مينا 55' - غرويزو 88' (ركلة.) |

| الأرجنتين      | 1–1                           | باراغواي             |
| -------------- | ----------------------------- | -------------------- |
| - غونزاليس 41' | تقرير (فيفا) تقرير (كونميبول) | - روميرو 21' (ركلة.) |

| كولومبيا | 0–3                           | الأوروغواي                                   |
| -------- | ----------------------------- | -------------------------------------------- |
|          | تقرير (فيفا) تقرير (كونميبول) | - كافاني 5' - سواريز 54' (ركلة.) - نونيز 73' |

| تشيلي            | 2–0                           | بيرو |
| ---------------- | ----------------------------- | ---- |
| - فيدال 19'، 34' | تقرير (فيفا) تقرير (كونميبول) |      |

| البرازيل      | 1–0                           | فنزويلا |
| ------------- | ----------------------------- | ------- |
| - فيرمينو 66' | تقرير (فيفا) تقرير (كونميبول) |         |

### الجولة 4
| فنزويلا                | 2–1                           | تشيلي       |
| ---------------------- | ----------------------------- | ----------- |
| - ماغو 9' - روندون 81' | تقرير (فيفا) تقرير (كونميبول) | - فيدال 15' |

| الإكوادور                                                                        | 6–1                           | كولومبيا              |
| -------------------------------------------------------------------------------- | ----------------------------- | --------------------- |
| - أربوليدا 7' - مينا 9' - إسترادا 32' - أرياغا 39' - بلاتا 78' - إستوبينان 1+90' | تقرير (فيفا) تقرير (كونميبول) | - رودريغيز 1+45' (ج.) |

| الأوروغواي | 0–2                           | البرازيل                     |
| ---------- | ----------------------------- | ---------------------------- |
|            | تقرير (فيفا) تقرير (كونميبول) | - آرثر 33' - ريتشارليسون 45' |

| باراغواي                        | 2–2                           | بوليفيا                    |
| ------------------------------- | ----------------------------- | -------------------------- |
| - أ. روميرو 19' (ج.) - كاكو 72' | تقرير (فيفا) تقرير (كونميبول) | - مورينو 41' - سيسبيدز 45' |

| بيرو | 0–2                           | الأرجنتين                     |
| ---- | ----------------------------- | ----------------------------- |
|      | تقرير (فيفا) تقرير (كونميبول) | - غونزاليس 17' - مارتينيز 28' |

### الجولة 7
| بوليفيا                         | 3–1                           | فنزويلا         |
| ------------------------------- | ----------------------------- | --------------- |
| - مورينو 5'، 83' - بيخارانو 60' | تقرير (فيفا) تقرير (كونميبول) | - تشانسيلور 26' |

| الأوروغواي | 0–0                           | باراغواي |
| ---------- | ----------------------------- | -------- |
|            | تقرير (فيفا) تقرير (كونميبول) |          |

| الأرجنتين       | 1–1                           | تشيلي        |
| --------------- | ----------------------------- | ------------ |
| - ميسي 23' (ج.) | تقرير (فيفا) تقرير (كونميبول) | - سانشيز 36' |

| بيرو | 0–3                           | كولومبيا                           |
| ---- | ----------------------------- | ---------------------------------- |
|      | تقرير (فيفا) تقرير (كونميبول) | - مينا 40' - أوريبي 49' - دياز 55' |

| البرازيل                        | 2–0                           | الإكوادور |
| ------------------------------- | ----------------------------- | --------- |
| - ريتشارليسون 65' - نيمار 4+90' | تقرير (فيفا) تقرير (كونميبول) |           |

### الجولة 8
| الإكوادور     | 1–2                           | بيرو                        |
| ------------- | ----------------------------- | --------------------------- |
| - بلاتا 3+90' | تقرير (فيفا) تقرير (كونميبول) | - كويفا 63' - أدفينكولا 89' |

| فنزويلا | 0–0                           | الأوروغواي |
| ------- | ----------------------------- | ---------- |
|         | تقرير (فيفا) تقرير (كونميبول) |            |

| كولومبيا                        | 2–2                           | الأرجنتين                |
| ------------------------------- | ----------------------------- | ------------------------ |
| - مورييل 51' (ج.) - بورخا 4+90' | تقرير (فيفا) تقرير (كونميبول) | - روميرو 3' - باريديس 8' |

| باراغواي | 0–2                           | البرازيل                  |
| -------- | ----------------------------- | ------------------------- |
|          | تقرير (فيفا) تقرير (كونميبول) | - نيمار 4' - باكيتا 3+90' |

| تشيلي        | 1–1                           | بوليفيا           |
| ------------ | ----------------------------- | ----------------- |
| - بولغار 69' | تقرير (فيفا) تقرير (كونميبول) | - مورينو 81' (ج.) |

### الجولة 9
| بوليفيا       | 1–1                           | كولومبيا       |
| ------------- | ----------------------------- | -------------- |
| - ساوثيدو 83' | تقرير (فيفا) تقرير (كونميبول) | - مارتينيز 69' |

| الإكوادور                   | 2–0                           | باراغواي |
| --------------------------- | ----------------------------- | -------- |
| - توريس 88' - إسترادا 5+90' | تقرير (فيفا) تقرير (كونميبول) |          |

| فنزويلا              | 1–3                           | الأرجنتين                                      |
| -------------------- | ----------------------------- | ---------------------------------------------- |
| - سوتيلدو 4+90' (ج.) | تقرير (فيفا) تقرير (كونميبول) | - مارتينيز 2+45' - خ. كوريا 71' - أ. كوريا 74' |

| بيرو        | 1–1                           | الأوروغواي         |
| ----------- | ----------------------------- | ------------------ |
| - تابيا 25' | تقرير (فيفا) تقرير (كونميبول) | - دي أراسكايتا 29' |

| تشيلي | 0–1                           | البرازيل      |
| ----- | ----------------------------- | ------------- |
|       | تقرير (فيفا) تقرير (كونميبول) | - إيفرتون 64' |

### الجولة 6
أُجلت مواعيد مباريات الجولة في الجدول الزمني المعدل.
| البرازيل | عُلِّقت                          | الأرجنتين |
| -------- | ----------------------------- | --------- |
|          | تقرير (فيفا) تقرير (كونميبول) |           |

| الإكوادور | 0–0                           | تشيلي |
| --------- | ----------------------------- | ----- |
|           | تقرير (فيفا) تقرير (كونميبول) |       |

| الأوروغواي                                                | 4–2                           | بوليفيا                |
| --------------------------------------------------------- | ----------------------------- | ---------------------- |
| - دي أراسكايتا 15'، 67' (ج.) - فالفيردي 31' - ألفاريز 47' | تقرير (فيفا) تقرير (كونميبول) | - مورينو 59'، 84' (ج.) |

| باراغواي       | 1–1                           | كولومبيا            |
| -------------- | ----------------------------- | ------------------- |
| - سانابريا 40' | تقرير (فيفا) تقرير (كونميبول) | - كوادرادو 53' (ج.) |

| بيرو        | 1–0                           | فنزويلا |
| ----------- | ----------------------------- | ------- |
| - كويفا 35' | تقرير (فيفا) تقرير (كونميبول) |         |

### الجولة 10
| الأوروغواي     | 1–0                           | الإكوادور |
| -------------- | ----------------------------- | --------- |
| - بيريرو 2+90' | تقرير (فيفا) تقرير (كونميبول) |           |

| باراغواي                    | 2–1                           | فنزويلا         |
| --------------------------- | ----------------------------- | --------------- |
| - د. مارتينيز 7' - كاكو 46' | تقرير (فيفا) تقرير (كونميبول) | - تشانسيلور 90' |

| كولومبيا                         | 3–1                           | تشيلي        |
| -------------------------------- | ----------------------------- | ------------ |
| - بورخا 19' (ج.)، 20' - دياز 74' | تقرير (فيفا) تقرير (كونميبول) | - مينسيس 56' |

| الأرجنتين            | 3–0                           | بوليفيا |
| -------------------- | ----------------------------- | ------- |
| - ميسي 14'، 64'، 88' | تقرير (فيفا) تقرير (كونميبول) |         |

| البرازيل                  | 2–0                           | بيرو |
| ------------------------- | ----------------------------- | ---- |
| - إيفرتون 15' - نيمار 40' | تقرير (فيفا) تقرير (كونميبول) |      |

### الجولة 11
| الأوروغواي | 0–0                           | كولومبيا |
| ---------- | ----------------------------- | -------- |
|            | تقرير (فيفا) تقرير (كونميبول) |          |

| باراغواي | 0–0                           | الأرجنتين |
| -------- | ----------------------------- | --------- |
|          | تقرير (فيفا) تقرير (كونميبول) |           |

| فنزويلا       | 1–3                           | البرازيل                                          |
| ------------- | ----------------------------- | ------------------------------------------------- |
| - راميريز 11' | تقرير (فيفا) تقرير (كونميبول) | - ماركينيوس 71' - غابرييل 85' (ج.) - أنتوني 5+90' |

| الإكوادور                        | 3–0                           | بوليفيا |
| -------------------------------- | ----------------------------- | ------- |
| - إسترادا 13' - فالنسيا 16'، 18' | تقرير (فيفا) تقرير (كونميبول) |         |

| بيرو                    | 2–0                           | تشيلي |
| ----------------------- | ----------------------------- | ----- |
| - كويفا 36' - بينيا 64' | تقرير (فيفا) تقرير (كونميبول) |       |

### الجولة 5
أُجلت مواعيد مباريات الجولة في الجدول الزمني المعدل.
| بوليفيا    | 1–0                           | بيرو |
| ---------- | ----------------------------- | ---- |
| - فاكا 83' | تقرير (فيفا) تقرير (كونميبول) |      |

| فنزويلا                   | 2–1                           | الإكوادور          |
| ------------------------- | ----------------------------- | ------------------ |
| - ماتشيس 1+45' - بيلو 64' | تقرير (فيفا) تقرير (كونميبول) | - فالنسيا 37' (ج.) |

| كولومبيا | 0–0                           | البرازيل |
| -------- | ----------------------------- | -------- |
|          | تقرير (فيفا) تقرير (كونميبول) |          |

| الأرجنتين                              | 3–0                           | الأوروغواي |
| -------------------------------------- | ----------------------------- | ---------- |
| - ميسي 38' - دي بول 44' - مارتينيز 62' | تقرير (فيفا) تقرير (كونميبول) |            |

| تشيلي                      | 2–0                           | باراغواي |
| -------------------------- | ----------------------------- | -------- |
| - بريريتون 69' - إيسلا 72' | تقرير (فيفا) تقرير (كونميبول) |          |

### الجولة 12
| بوليفيا                                                    | 4–0                           | باراغواي |
| ---------------------------------------------------------- | ----------------------------- | -------- |
| - رامايو 21' - فيلارويل 53' - أبريغو 84' - فيرنانديز 4+90' | تقرير (فيفا) تقرير (كونميبول) |          |

| كولومبيا | 0–0                           | الإكوادور |
| -------- | ----------------------------- | --------- |
|          | تقرير (فيفا) تقرير (كونميبول) |           |

| الأرجنتين      | 1–0                           | بيرو |
| -------------- | ----------------------------- | ---- |
| - مارتينيز 43' | تقرير (فيفا) تقرير (كونميبول) |      |

| تشيلي                            | 3–0                           | فنزويلا |
| -------------------------------- | ----------------------------- | ------- |
| - بولغار 18'، 37' - بريريتون 73' | تقرير (فيفا) تقرير (كونميبول) |         |

| البرازيل                                     | 4–1                           | الأوروغواي   |
| -------------------------------------------- | ----------------------------- | ------------ |
| - نيمار 10' - رافينيا 18'، 58' - غابرييل 83' | تقرير (فيفا) تقرير (كونميبول) | - سواريز 77' |

### الجولة 13
| الإكوادور      | 1–0                           | فنزويلا |
| -------------- | ----------------------------- | ------- |
| - هينكابيي 41' | تقرير (فيفا) تقرير (كونميبول) |         |

| باراغواي | 0–1                           | تشيلي              |
| -------- | ----------------------------- | ------------------ |
|          | تقرير (فيفا) تقرير (كونميبول) | - سيلفا 56' (ه.ذ.) |

| البرازيل     | 1–0                           | كولومبيا |
| ------------ | ----------------------------- | -------- |
| - باكيتا 72' | تقرير (فيفا) تقرير (كونميبول) |          |

| بيرو                                  | 3–0                           | بوليفيا |
| ------------------------------------- | ----------------------------- | ------- |
| - لابادولا 9' - كويفا 31' - بينيا 39' | تقرير (فيفا) تقرير (كونميبول) |         |

| الأوروغواي | 0–1                           | الأرجنتين     |
| ---------- | ----------------------------- | ------------- |
|            | تقرير (فيفا) تقرير (كونميبول) | - دي ماريا 7' |

### الجولة 14
| بوليفيا                      | 3–0                           | الأوروغواي |
| ---------------------------- | ----------------------------- | ---------- |
| - أركي 29'، 79' - مورينو 45' | تقرير (فيفا) تقرير (كونميبول) |            |

| فنزويلا      | 1–2                           | بيرو                       |
| ------------ | ----------------------------- | -------------------------- |
| - ماتشيس 52' | تقرير (فيفا) تقرير (كونميبول) | - لابادولا 18' - كويفا 65' |

| كولومبيا | 0–0                           | باراغواي |
| -------- | ----------------------------- | -------- |
|          | تقرير (فيفا) تقرير (كونميبول) |          |

| الأرجنتين | 0–0                           | البرازيل |
| --------- | ----------------------------- | -------- |
|           | تقرير (فيفا) تقرير (كونميبول) |          |

| تشيلي | 0–2                           | الإكوادور                      |
| ----- | ----------------------------- | ------------------------------ |
|       | تقرير (فيفا) تقرير (كونميبول) | - إستوبينان 9' - كايسيدو 3+90' |

### الجولة 15
| الإكوادور   | 1–1                           | البرازيل      |
| ----------- | ----------------------------- | ------------- |
| - توريس 75' | تقرير (فيفا) تقرير (كونميبول) | - كاسيميرو 6' |

| باراغواي | 0–1                           | الأوروغواي   |
| -------- | ----------------------------- | ------------ |
|          | تقرير (فيفا) تقرير (كونميبول) | - سواريز 50' |

| تشيلي          | 1–2                           | الأرجنتين                     |
| -------------- | ----------------------------- | ----------------------------- |
| - بريريتون 21' | تقرير (فيفا) تقرير (كونميبول) | - دي ماريا 10' - مارتينيز 34' |

| كولومبيا | 0–1                           | بيرو         |
| -------- | ----------------------------- | ------------ |
|          | تقرير (فيفا) تقرير (كونميبول) | - فلوريس 85' |

| فنزويلا                             | 4–1                           | بوليفيا       |
| ----------------------------------- | ----------------------------- | ------------- |
| - روندون 24'، 34'، 67' - ماتشيس 55' | تقرير (فيفا) تقرير (كونميبول) | - ميراندا 38' |

### الجولة 16
| بوليفيا                   | 2–3                           | تشيلي                         |
| ------------------------- | ----------------------------- | ----------------------------- |
| - إنومبا 37' - مورينو 88' | تقرير (فيفا) تقرير (كونميبول) | - سانشيز 14'، 85' - نونيز 77' |

| الأوروغواي                                                        | 4–1                           | فنزويلا           |
| ----------------------------------------------------------------- | ----------------------------- | ----------------- |
| - بنتانكور 1' - دي أراسكايتا 23' - كافاني 1+45' - سواريز 53' (ج.) | تقرير (فيفا) تقرير (كونميبول) | - ج. مارتينيز 65' |

| الأرجنتين      | 1–0                           | كولومبيا |
| -------------- | ----------------------------- | -------- |
| - مارتينيز 29' | تقرير (فيفا) تقرير (كونميبول) |          |

| البرازيل                                               | 4–0                           | باراغواي |
| ------------------------------------------------------ | ----------------------------- | -------- |
| - رافينيا 28' - كوتينيو 62' - أنتوني 86' - رودريغو 88' | تقرير (فيفا) تقرير (كونميبول) |          |

| بيرو         | 1–1                           | الإكوادور    |
| ------------ | ----------------------------- | ------------ |
| - فلوريس 69' | تقرير (فيفا) تقرير (كونميبول) | - إسترادا 2' |

### الجولة 17
| الأوروغواي         | 1–0                           | بيرو |
| ------------------ | ----------------------------- | ---- |
| - دي أراسكايتا 42' | تقرير (فيفا) تقرير (كونميبول) |      |

| كولومبيا                            | 3–0                           | بوليفيا |
| ----------------------------------- | ----------------------------- | ------- |
| - دياز 39' - بورخا 72' - أوريبي 90' | تقرير (فيفا) تقرير (كونميبول) |         |

| البرازيل                                                            | 4–0                           | تشيلي |
| ------------------------------------------------------------------- | ----------------------------- | ----- |
| - نيمار 44' (ج.) - فينيسيوس 1+45' - كوتينيو 72' - ريتشارليسون 1+90' | تقرير (فيفا) تقرير (كونميبول) |       |

| باراغواي                                           | 3–1                           | الإكوادور          |
| -------------------------------------------------- | ----------------------------- | ------------------ |
| - موراليس 10' - إنكابيي 6+45' (ه.ذ.) - ألميرون 54' | تقرير (فيفا) تقرير (كونميبول) | - كايسيدو 85' (ج.) |

| الأرجنتين                                | 3–0                           | فنزويلا |
| ---------------------------------------- | ----------------------------- | ------- |
| - غونزاليس 34' - دي ماريا 79' - ميسي 82' | تقرير (فيفا) تقرير (كونميبول) |         |

### الجولة 18
| بيرو                      | 2–0                           | باراغواي |
| ------------------------- | ----------------------------- | -------- |
| - لابادولا 5' - يوتون 42' | تقرير (فيفا) تقرير (كونميبول) |          |

| فنزويلا | 0–1                           | كولومبيا              |
| ------- | ----------------------------- | --------------------- |
|         | تقرير (فيفا) تقرير (كونميبول) | - رودريغيز 4+45' (ج.) |

| بوليفيا | 0–4                           | البرازيل                                                   |
| ------- | ----------------------------- | ---------------------------------------------------------- |
|         | تقرير (فيفا) تقرير (كونميبول) | - باكيتا 24' - ريتشارليسون 45'، 1+90' - برونو كيمارايس 66' |

| تشيلي | 0–2                           | الأوروغواي                  |
| ----- | ----------------------------- | --------------------------- |
|       | تقرير (فيفا) تقرير (كونميبول) | - سواريز 79' - فالفيردي 90' |

| الإكوادور       | 1–1                           | الأرجنتين     |
| --------------- | ----------------------------- | ------------- |
| - فالنسيا 3+90' | تقرير (فيفا) تقرير (كونميبول) | - ألفاريز 24' |

### مباراة مؤجلة من الجولة 6
| البرازيل | أُلغيت                         | الأرجنتين |
| -------- | ----------------------------- | --------- |
|          | تقرير (فيفا) تقرير (كونميبول) |           |

## الملحق القاري
أُقيمت قرعة الملحق القاري في 26 نوفمبر 2021 ووضعت خامس أمريكا الجنوبية ضد خامس آسيا. أقيمت المباراة في قطر في 13 يونيو.
| فريق 1   | نتيجة                 | فريق 2 |
| -------- | --------------------- | ------ |
| أستراليا | 0–0 (ب.و.إ.) (5–4 ج.) | بيرو   |

## الفرق المتأهلة

تأهل لكأس العالم
لم يتأهل
ليس عضوًا في الكونميبول

تأهلت المنتخبات التالية إلى نهائيات كأس العالم.
| الفريق     | تأهل بصفته | تأهل بتاريخ    | المشاركات السابقة في كأس العالم |
| ---------- | ---------- | -------------- | --- |
| البرازيل   | المتصدر    | 11 نوفمبر 2021 | 21 (جميعها) (1930، 1934، 1938، 1950، 1954، 1958، 1962، 1966، 1970، 1974، 1978، 1982، 1986، 1990، 1994، 1998، 2002، 2006، 2010، 2014، 2018) |
| الأرجنتين  | الوصيف     | 16 نوفمبر 2021 | 17 (1930، 1934، 1958، 1962، 1966، 1974، 1978، 1982، 1986، 1990، 1994، 1998، 2002، 2006، 2010، 2014، 2018)                                  |
| الأوروغواي | الثالث     | 24 مارس 2022   | 13 (1930، 1950، 1954، 1962، 1966، 1970، 1974، 1986، 1990، 2002، 2010، 2014، 2018)                                                          |
| الإكوادور  | الرابع     | 24 مارس 2022   | 3 (2002، 2006، 2014) |

اللون الأزرق الغامق: فاز بالبطولة